# Haranga decurtata
Haranga decurtata är en insektsart som beskrevs av William Lucas Distant 1908. Haranga decurtata ingår i släktet Haranga och familjen dvärgstritar. Inga underarter finns listade i Catalogue of Life.